# Goian, Chișinău
Goian este un sat din componența comunei Ciorescu din sectorul Rîșcani, municipiul Chișinău, Republica Moldova.

## Geografie
Lângă sat, la 0,5 km de intersecția autostrăzilor Leușeni și Chișinău-Criuleni (ocolul silvic Vadul lui Vodă, Leușeni-IV, parcela 32, subparcela 1), este amplasat aflorimentul Goian, arie protejată din categoria monumentelor naturii de tip geologic sau paleontologic.

## Demografie

### Structura etnică
Structura etnică a localității conform recensământului populației din 2004:
| Grup etnic                                               | Populație | % Procentaj  |
| -------------------------------------------------------- | --------- | ------------ |
| Băștinași declarați Moldoveni Băștinași declarați Români | 870 3     | 78,73% 0,27% |
| Ruși                                                     | 143       | 12,94%       |
| Ucraineni                                                | 66        | 5,97%        |
| Bulgari                                                  | 3         | 0,27%        |
| Găgăuzi                                                  | 1         | 0,09%        |
| Țigani                                                   | 8         | 0,72%        |
| Alții                                                    | 11        | 1,00%        |
| Total                                                    | 1.105     |              |

## Galerie de imagini

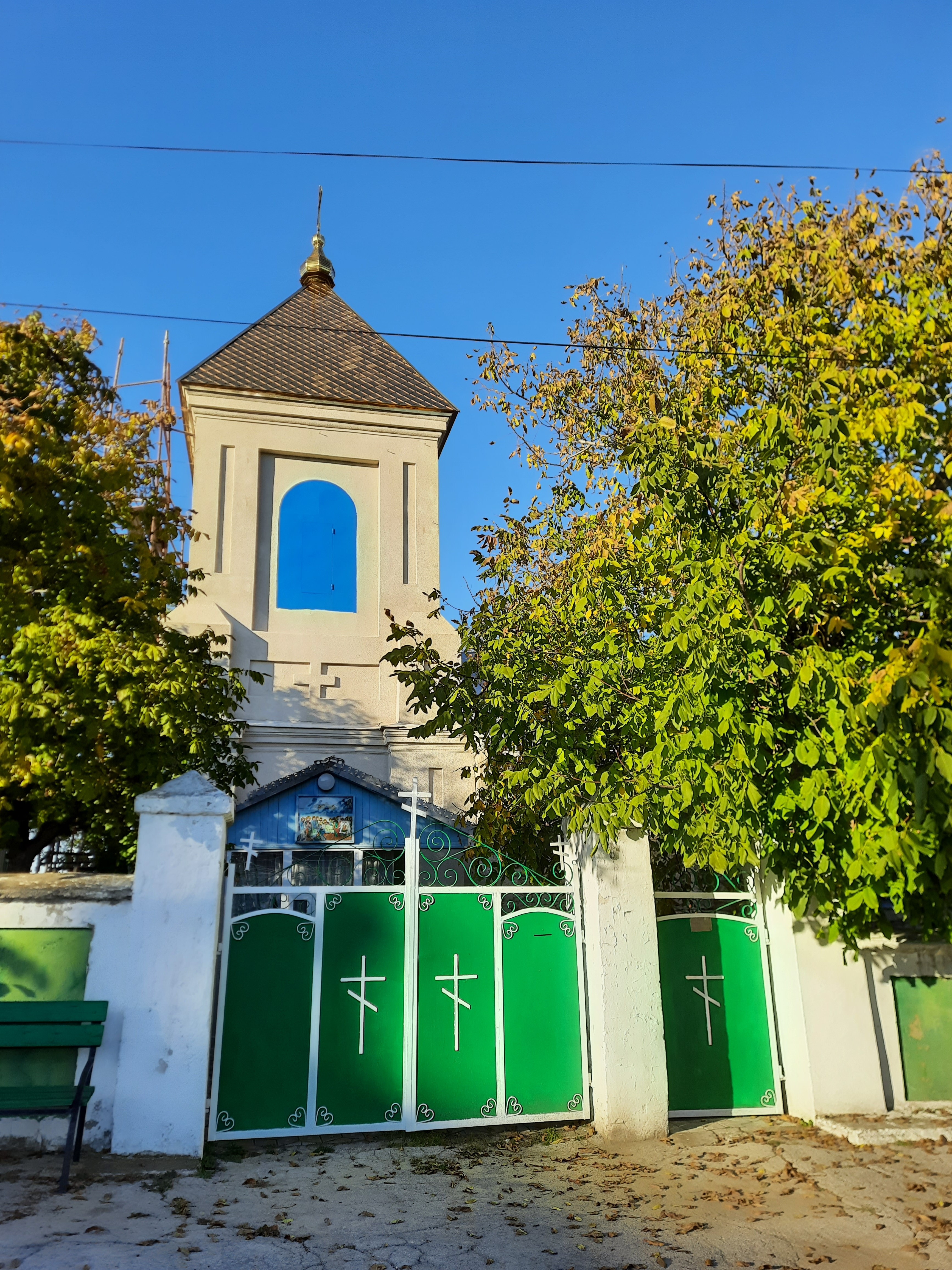
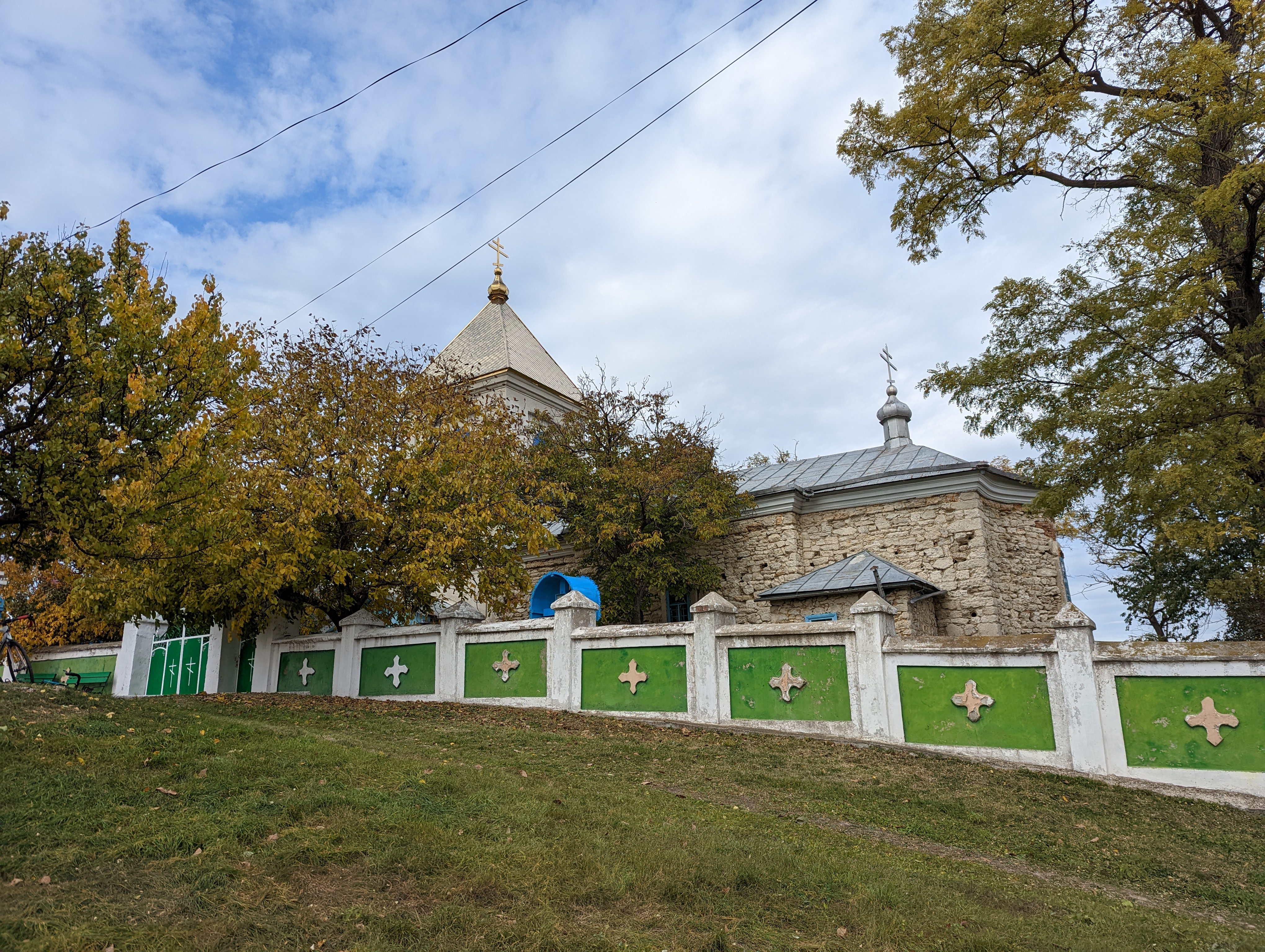
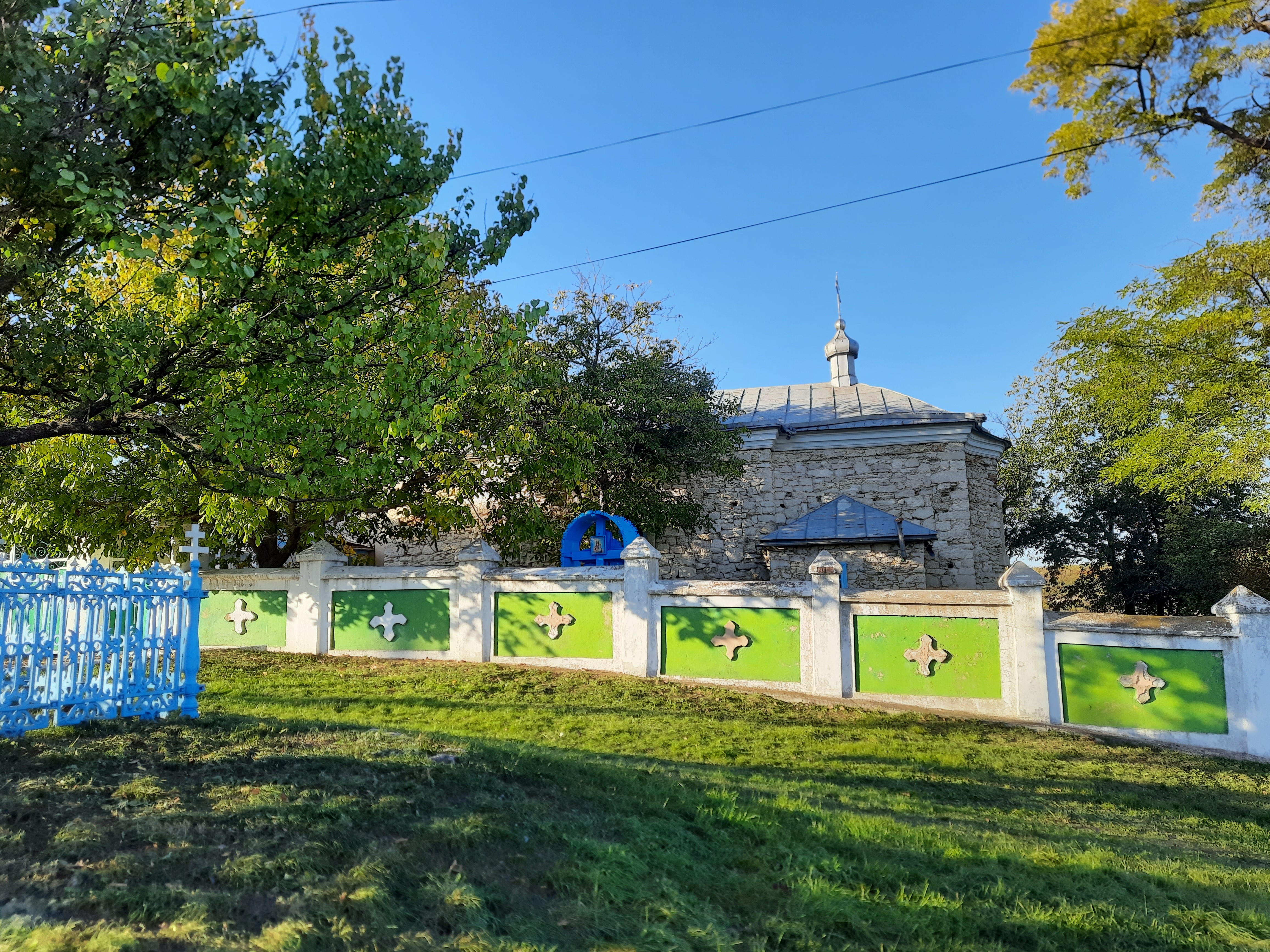
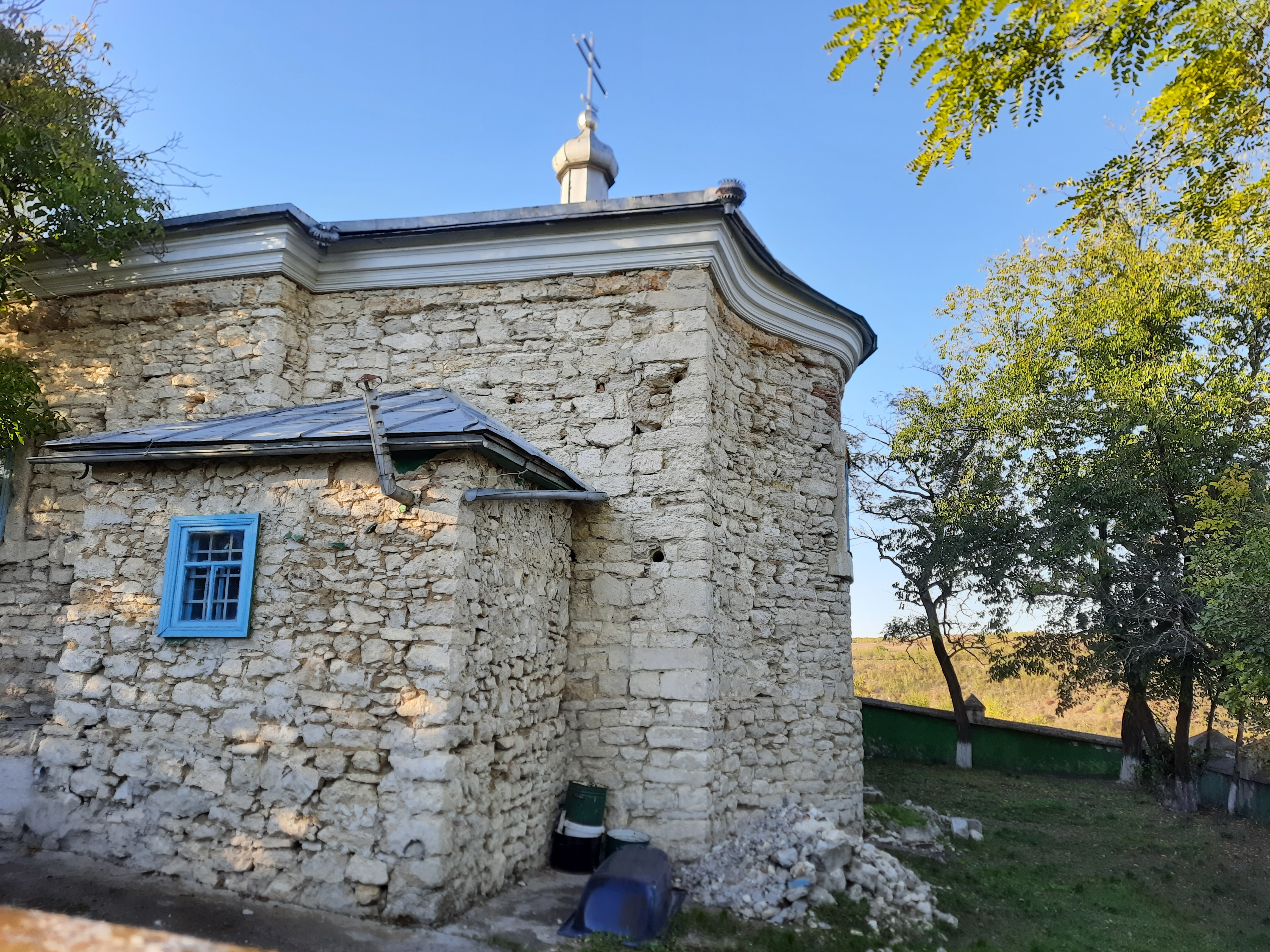
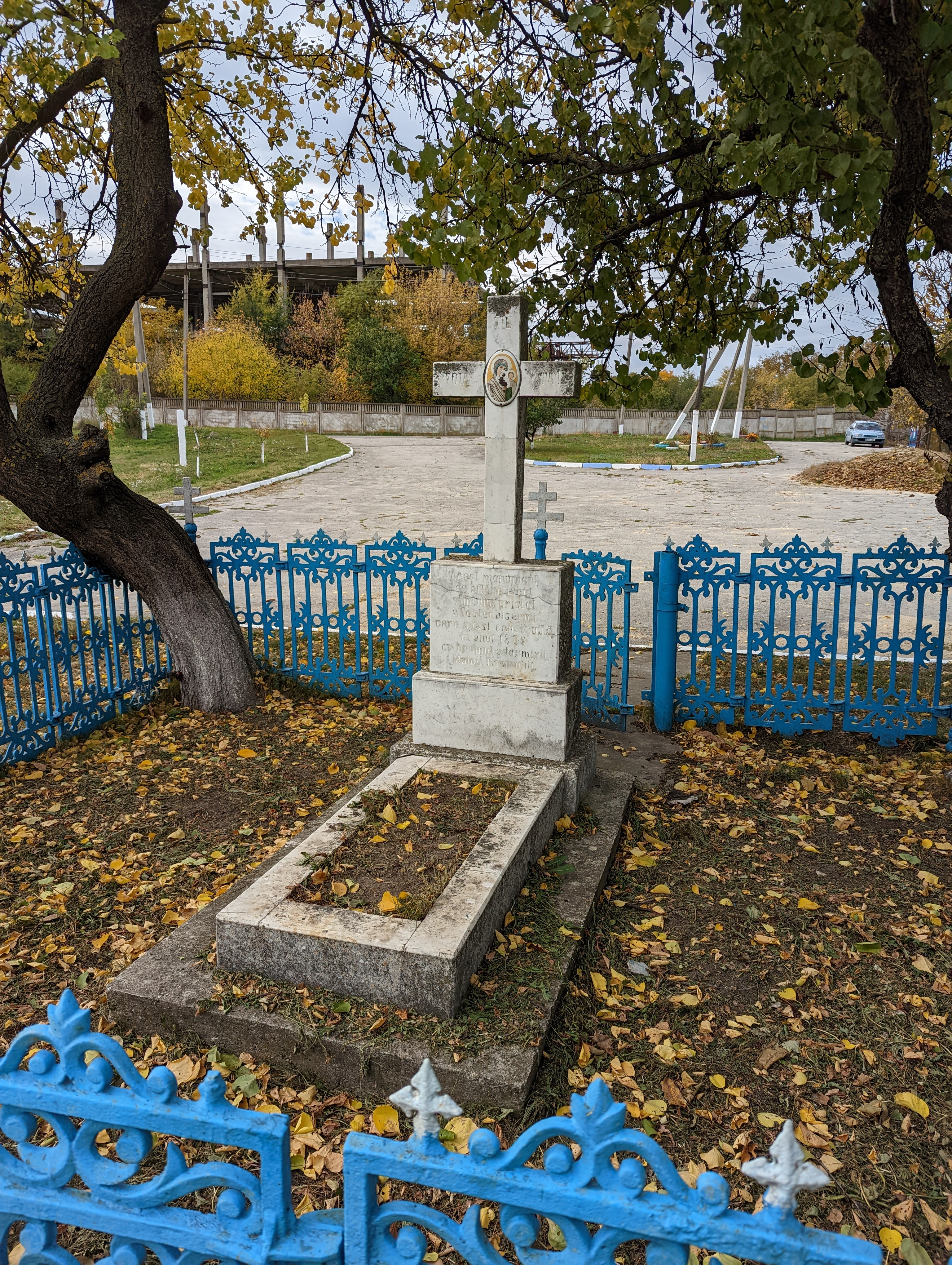

Biserica „Adormirea Maicii Domnului” din localitate, monument ocrotit de stat.

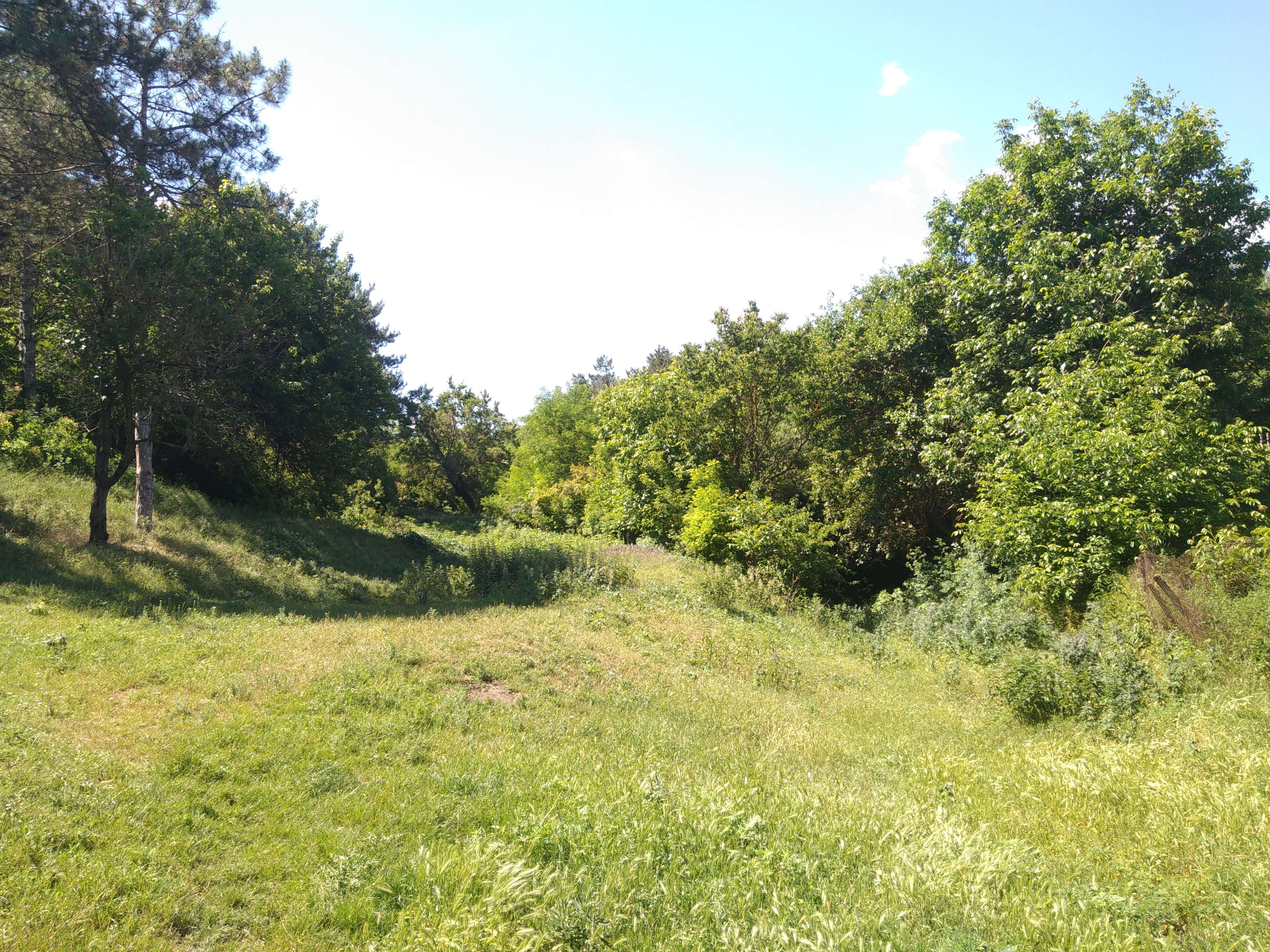
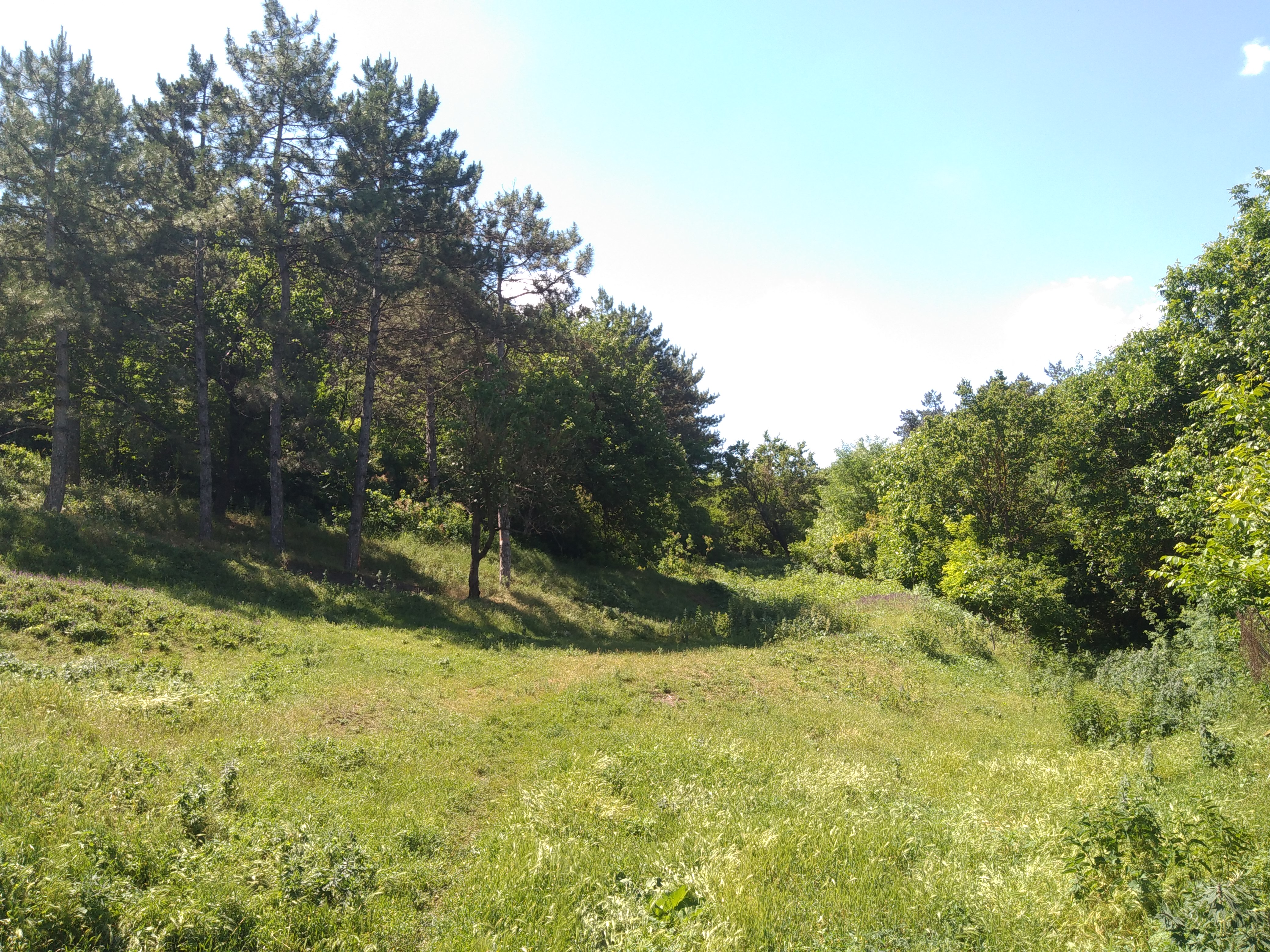
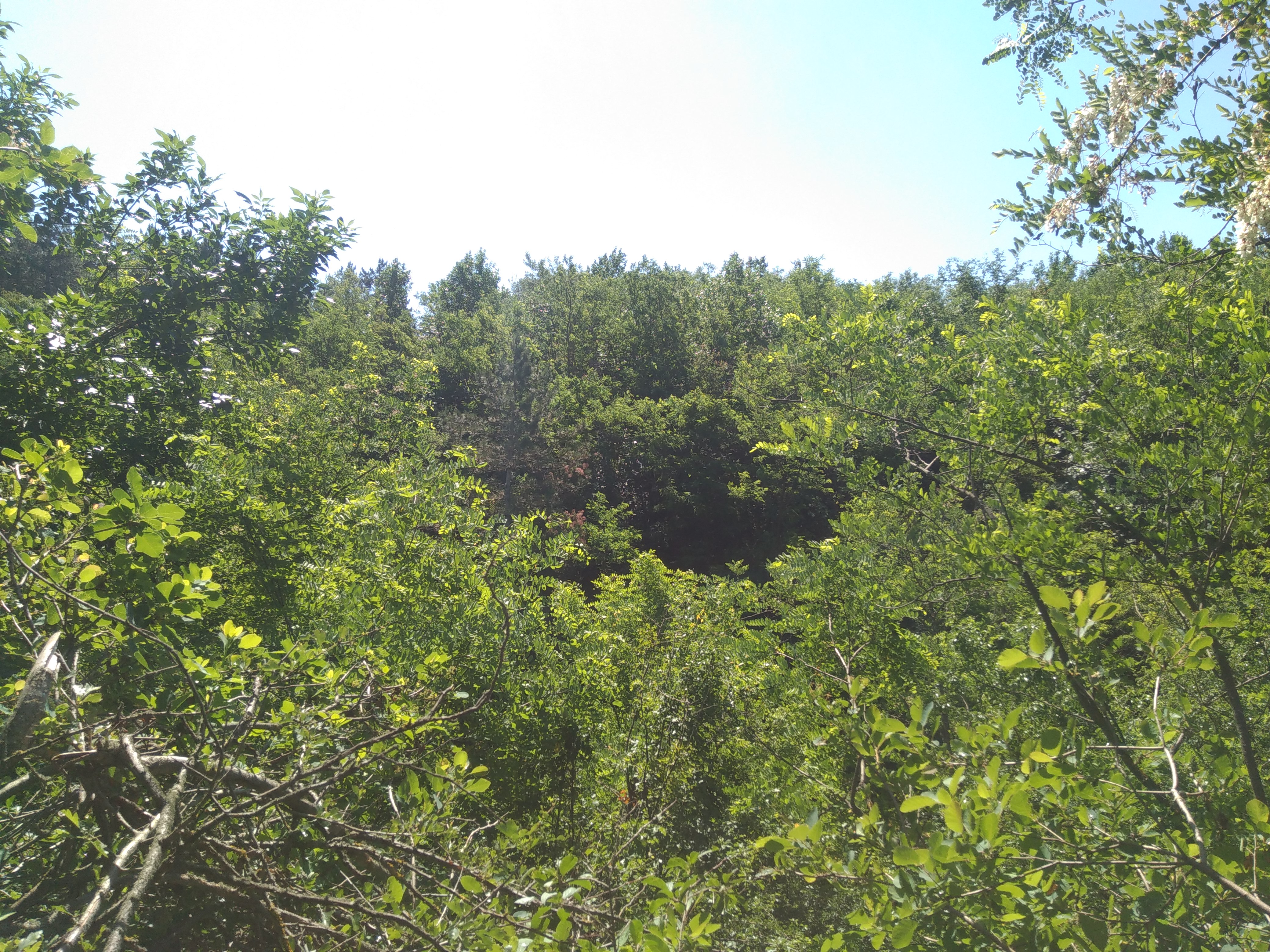
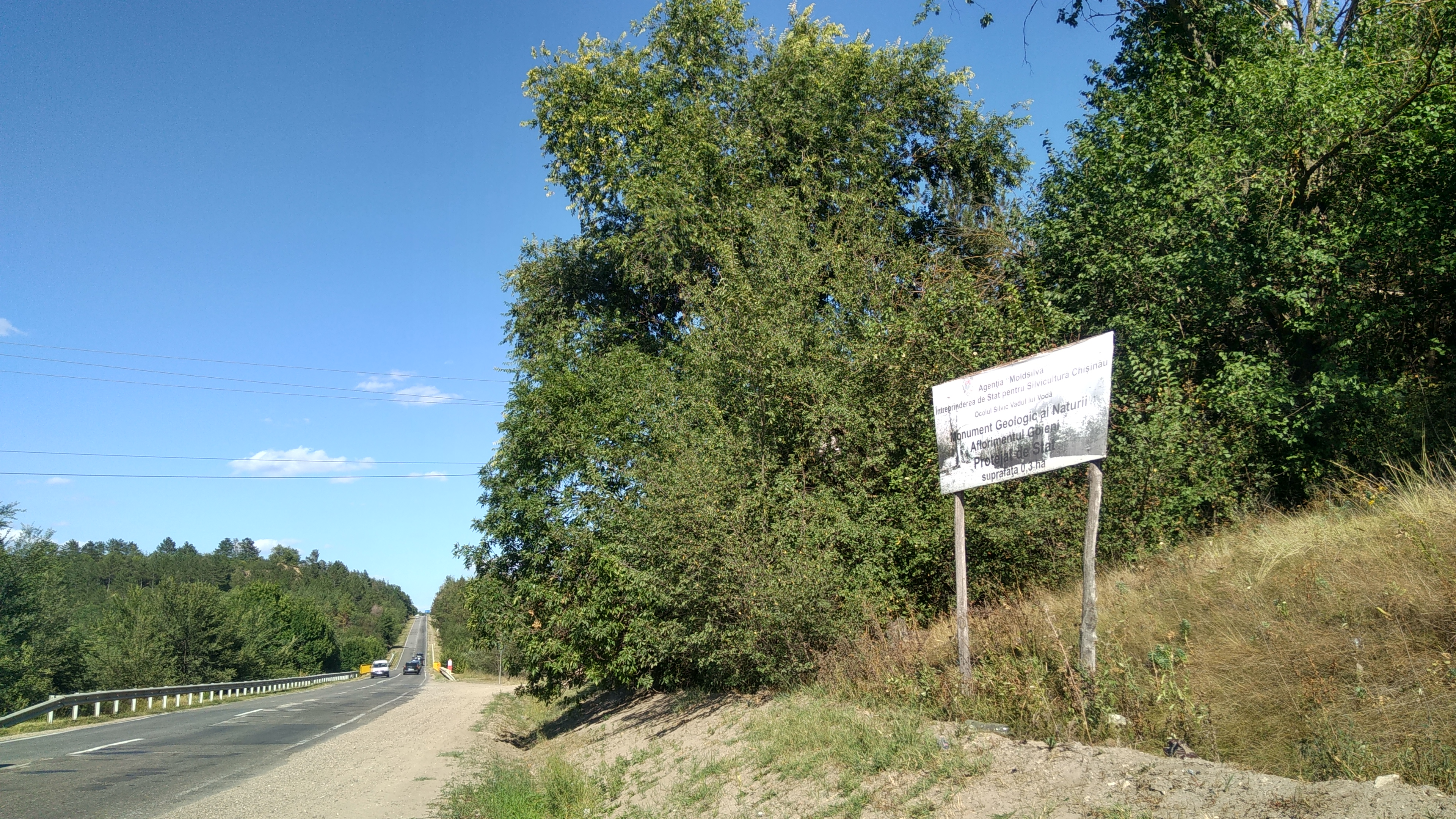

Peisaj adiacent